# 5197 Роттман
5197 Роттман (5197 Rottmann) — астероїд головного поясу, відкритий 29 вересня 1973 року.
Тіссеранів параметр щодо Юпітера — 3,213.